# Manuel Araullo

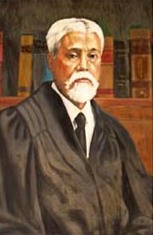
Manuel Araullo

Manuel Araullo (Balayan, 1 januari 1853 - 26 juli 1924) was een Filipijns jurist. Hij was van 1921 tot 1924 de derde opperrechter van het Filipijnse hooggerechtshof. 

## Biografie
Manuel Araullo werd op 1 januari 1853 geboren als zoon van Felix Araullo en Dolores Gonzales. Hij studeerde aan de Ateneo Municipal de Manila en behaalde in 1969 een Bachelor of Philosophy aan het Colegio de San Juan de Letran. Aansluitend begon hij aan een studie theologie, om uiteindelijk over te stappen naar een studie rechten. In 1876 voltooide hij deze bachelor-opleiding rechten aan de University of Santo Tomas. Het jaar erop slaagde Araullo tevens voor het toelatingsexamen van de Filipijnse balie. Kort daarop vertrok hij naar Spanje waar hij in 1878 een master-opleiding rechten voltooide aan de Universidad Central de Madrid. Araullo werkte enige tijd in Spanje en reisde naar Engeland en Frankrijk voor hij in april 1879 terugkeerde naar de Filipijnen.
Na zijn terugkeer werd Araullo aangesteld als relator van de Real Audiencia de Manila, een positie die hij tien jaar lang bekleedde. Later was hij rechter van een rechtbank in Manilla en openbaar aanklager in Cebu en in Manilla tot hij benoemd werd tot rechter van de Audiencia de Manila. In 1892 diende Araullo zijn ontslag in voor een positie als professor in de rechten aan de University of Santo Tomas. Deze positie bekleedde hij tot 1898. 
Na de machtsovername door de Verenigde Staten werd Araullo in 1899 door de nieuwe koloniale machthebbers benoemd tot president van de Sala de la Civil van het Hooggerechtshof van de Filipijnen. Bij een nieuwe reorganisatie van de rechterlijke macht na herstel van de rust in het land in 1901, werd Araullo echter niet benoemd tot rechter van het Hooggerechtshof. Later dat jaar volgde wel een benoeming tot rechter van een Court of First Instance in Pampanga. Weer later werd hij overgeplaatst naar Manilla. In 1913 werd Araullo benoemd tot voorzitter van de Code Committee.
Nadat de opperrechter van het Hooggerechtshof van de Filipijnen Victorino Mapa in 1921 wegens zijn slechte gezondheid zijn ontslag indiende, werd Araullo op 1 november van dat jaar benoemd tot diens opvolger. Hij zou deze functie vervullen tot zijn dood in 1924, op 71-jarige leeftijd. Na zijn overlijden werd Ramon Avanceña benoemd tot opperrechter van het hooggerechtshof. Araullo was getrouwd met Maria Pacita Guevara. Samen kregen ze twaalf kinderen, tien meisjes en twee jongens.